# Charles Butterworth

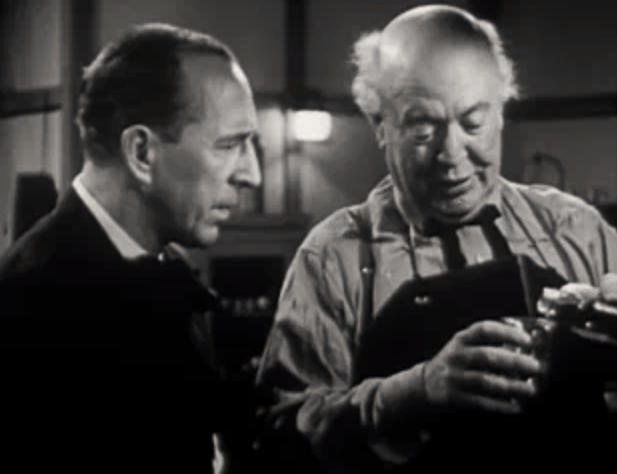
Con Guy Kibbee (der.) en Dixie Jamboree (1944)

Charles Butterworth (26 de julio de 1896 – 13 de junio de 1946) fue un actor teatral y cinematográfico de nacionalidad estadounidense, especializado en la interpretación de comedias y musicales. La personal voz de Butterworth inspiró los anuncios publicitarios de Cap'n Crunch realizados por el estudio de Jay Ward. El actor de voz Daws Butler interpretó Cap'n Crunch basándose en la voz de Butterworth.

## Biografía
Nacido en South Bend, Indiana, en un principio trabajó en un periódico, pero fue despedido y readmitido cuando se descubrió que cortejaba a la hija de un importante anunciante local. Antes de dedicarse a la escena y hacerse comediante de vodevil en 1924, también trabajó en el campo del derecho. 
Uno de los papeles cinematográficos más relevantes de Butterworth fue el del Soldado Eddie Dibble en el film musical escrito por Irving Berlin This is the Army (1943). Generalmente fue actor de reparto, trabajando junto a estrellas como Mae West (Every Day's a Holiday), The Andrews Sisters (What's Cookin'?, Give out, Sisters, y Always a Bridesmaid), Jeanette MacDonald (El gato y el violín y Love Me Tonight), Myrna Loy (Penthouse), Lew Ayres (My Weakness), El Gordo y el Flaco y Jimmy Durante (Hollywood Party), Clark Gable, Robert Montgomery y Joan Crawford (Forsaking All Others), Irene Dunne y Robert Taylor (Sublime obsesión), Carole Lombard y Fred MacMurray (Swing High, Swing Low), Bob Hope (Thanks for the Memory), y Fred Astaire, Paulette Goddard y Burgess Meredith (Second Chorus). Sin embargo, fue primer actor en We Went to College (1936), interpretó el papel del título en Baby Face Harrington (1935), y compartió protagonismo con Ann Corio en The Sultan's Daughter (1944).
Charles Butterworth falleció en un accidente de tráfico el día 13 de junio de 1946, cuando perdió el control de su coche en Sunset Boulevard, Los Ángeles, California. Fue enterrado en el Cementerio Saint Joseph Valley Memorial Park, en Granger (Indiana). Por su contribución a la industria del cine, se le concedió una estrella en el Paseo de la Fama de Hollywood, en el 7036 de Hollywood Boulevard.

## Teatro
- 1926-1927 : Americana, revista con música de Con Conrad y Henry Souvaine, y libreto de J.P. McEvoy. Música y letras adicionales a cargo de George y Ira Gershwin, Philip Charig y Morrie Ryskind
- 1927 : Allez-oop, revista con música de Charig Myers y Richard Myers, letras de Leo Robin, libreto de J.P. McEvoy, con Madeline Fairbanks y Victor Moore
- 1928-1929 : Good Boy, comedie musical, música y dirección de Herbert Stothart, letras de Bert Kalmar y Harry Ruby, libreto de Otto Harbach, Oscar Hammerstein II y Henry Myers, coreografía de Busby Berkeley, con Edward Buzzell
- 1929-1930 : Sweet Adeline, comedia musical de Jerome Kern, letras y libreto de Oscar Hammerstein II
- 1932-1933 : Flying Colors, revista de Arthur Schwartz y Howard Dietz, con Clifton Webb
- 1942 : Count Me In, revista de Ann Ronell, Walter Kerr y Leo Brady, con Jean Arthur, Gower Champion, Jack Lambert, y Robert Shaw
- 1945-1946 : Brighten the Corner, de John Cecil Holm, escenografía de Arthur O'Connell

## Selección de su filmografía
- Vital Subjects (1929)
- Ladies of Leisure (1930)
- The Life of the Party (1930)
- Illicit (1931)
- The Bargain (1931)
- Side Show (1931)
- The Mad Genius (1931)
- Manhattan Parade (1931)
- Beauty and the Boss (1932)
- Love Me Tonight (1932)
- The Nuisance (1933)
- Penthouse (1933)
- My Weakness (1933)
- El gato y el violín (1934)
- Hollywood Party (1934)
- Bulldog Drummond Strikes Back (1934)
- Student Tour (1934)
- Forsaking All Others (1934)
- The Night Is Young (1935)
- Baby Face Harrington (1935)
- Orchids to You (1935)
- Sublime obsesión (1935)
- The Moon's Our Home (1936)
- Half Angel (1936)
- We Went to College (1936)
- Rainbow on the River (1936)
- Swing High, Swing Low (1937)
- Every Day's a Holiday (1937)
- Thanks for the Memory (1938)
- Let Freedom Ring (1939)
- The Boys from Syracuse (1940)
- Second Chorus (1940)
- There's Nothing to It (1941)
- Blonde Inspiration (1941)
- Road Show (1941)
- Sis Hopkins (1941)
- What's Cookin'? (1942)
- Night in New Orleans (1942)
- Give Out, Sisters (1942)
- This Is the Army (1943)
- Always a Bridesmaid (1943)
- The Sultan's Daughter (1944)
- Follow the Boys (1944)
- Bermuda Mystery (1944)
- Dixie Jamboree (1944)